# グレープフルーツナイフ

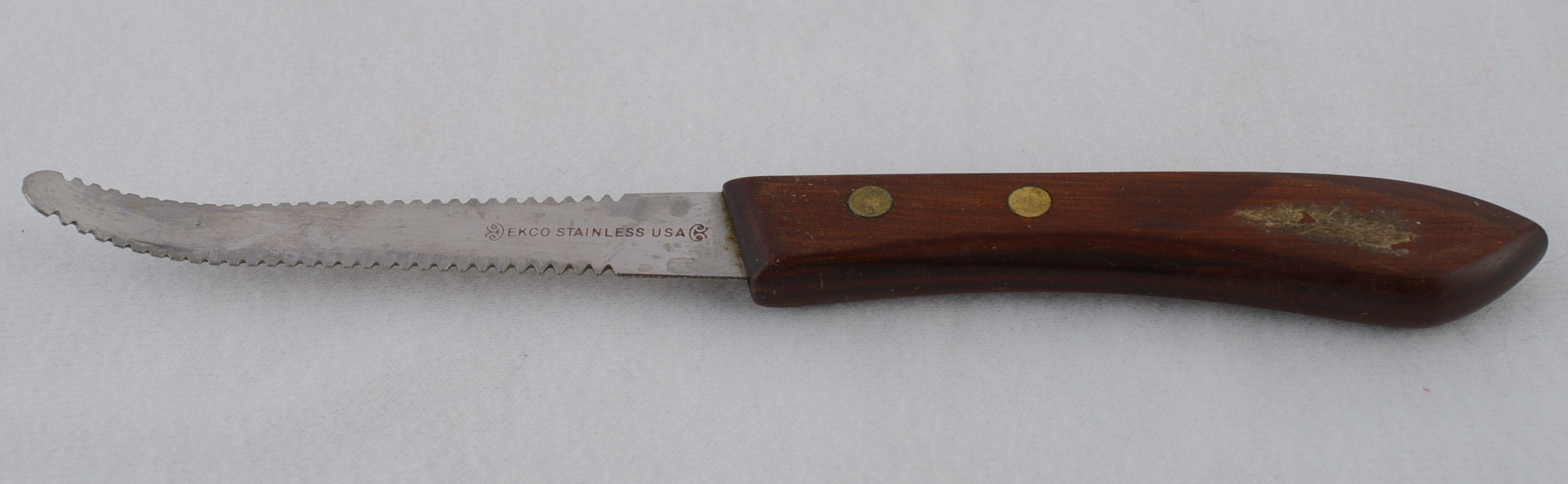
木製の柄が付いたグレープフルーツナイフ

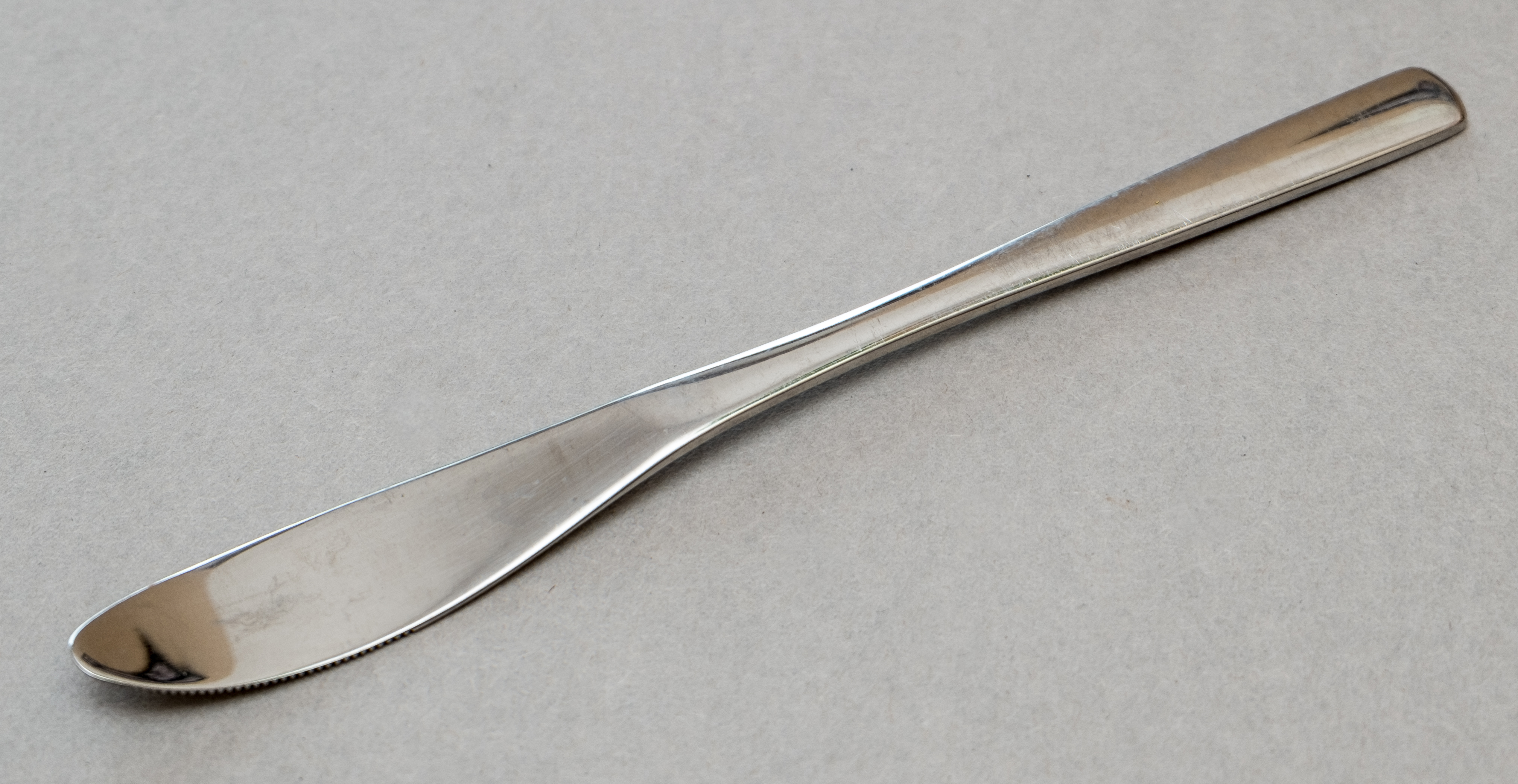
現代のグレープフルーツナイフ

グレープフルーツナイフ（英語: grapefruit knife）は、ナイフの一種で、グレープフルーツを切るという用途のために特別に開発されたもの。グレープフルーツの持つ特有の曲線に沿うように設計されており、小型で曲線状の鋸歯状の刃を持つ。果物の縁から外縁を切り離すために使用される。「グレープフルーツナイフ」という単語は、約2ミリメートル間隔の短い鋸歯状の双刃を持つ種類のナイフを指すこともあり、これはグレープフルーツの側面部と仕切り膜を切り離すのに使用される。片側に両面曲面の刃があり、もう片側に平行な双子の刃があるナイフのほか、これらの両方を取り入れたナイフもある。また、先端が斜めになっていて、両面がギザギザになっているものもある。両方の種類のナイフ、あるいはグレープフルーツスプーンを使うと、果実の断面を崩すことなく簡単に取り出すことができるようになる。
1950年のフィルム・ノワール映画『孤独な場所で』で、ハンフリー・ボガートの主人公がグレープフルーツナイフを、デザインの目的を知らずにまっすぐにする描写がある。

## 英国法
英国刑事裁判所の訴訟では、グレープフルーツナイフはナイフの扱いを受けるとされている。 1988年刑事司法法の下では、18歳未満の人にグレープフルーツナイフを販売することは違法である。ウィンザー・メイデンヘッド王立区の取引基準担当官は、2009年2月17日にW J Daniel and Company Limited社の従業員が16歳未満の試験購入者にグレープフルーツナイフを販売したとして、East Berkshire Magistrates' Courtに告発した。判事は、このナイフが実際にはナイフではなく「道具」であると主張し、正式にこの事件を却下した。しかし、高等裁判所で行われた控訴審において、サー・アンソニー・メイは判断を覆した。オックスフォード英語辞典の「ナイフ」の定義に照らし合わせれば、グレープフルーツナイフは確かに法の意味におけるナイフであると判断し、控訴を支持した。この事件は、審理を続けるために判事に差し戻された。